# Sankt Oswald-Riedlhütte
Sankt Oswald-Riedlhütte település Németországban, azon belül Bajorországban. Lakosainak száma 2975 fő (2023. december 31.). Sankt Oswald-Riedlhütte Spiegelau, Grafenau, Neuschönau, Modrava és Frauenau községekkel határos.

## Népesség
A település népessége az elmúlt években az alábbi módon változott:
| Lakosok száma | 1337 | 3138 | 3273 | 3103 | 2928 | 2864 | 2919 | 2900 | 2906 | 2975 |
|               | 1875 | 1950 | 1975 | 1987 | 2012 | 2014 | 2016 | 2017 | 2021 | 2023 |